# Jean-Baptiste Perronneau

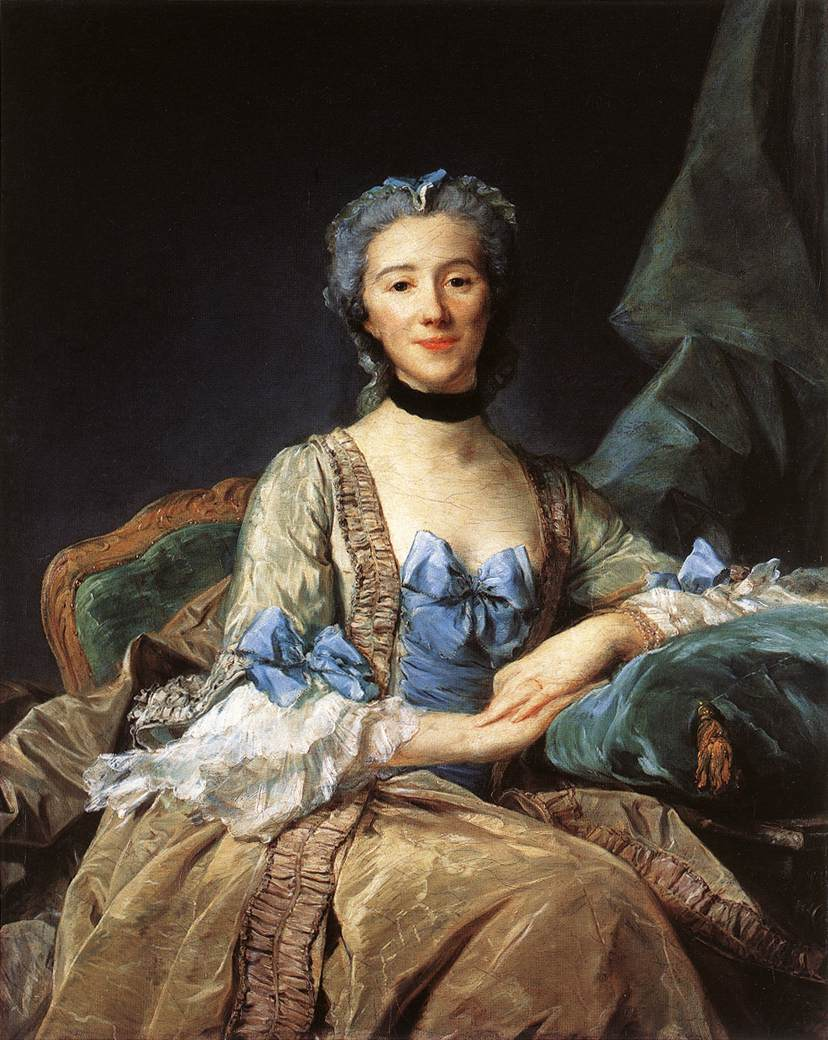
Madame de Sorquainville (1749)

Jean-Baptiste Perronneau (ur. 1715 w Paryżu, zm. 19 listopada 1783 w Amsterdamie) – francuski malarz i grafik okresu rokoka, portrecista, pastelista.
Był uczniem Laurenta Carsa i Charles'a-Josepha Natoire’a. W 1753 został członkiem Królewskiej Akademii Malarstwa i Rzeźby. Działał w Paryżu, w południowej Francji, we Włoszech, Holandii i Rosji. W 1782 przebywał w Polsce, gdzie wykonał portret Stanisław Augusta Poniatowskiego (zaginiony po 1939). Tworzył również kompozycje rodzajowe w stylu Jeana Chardina. Od ok. 1744 posługiwał się głównie pastelami.
Jego dzieła odznaczają się subtelnym kolorytem, światłocieniowym modelunkiem i wnikliwą charakterystyką psychologiczną. Jako portrecista konkurował z de La Tourem, ale nie uzyskał powodzenia w sferach dworskich.

## Wybrane dzieła
- Autoportret (ok. 1745), 54 × 45,5 cm, Musée des Beaux-Arts, Tour
- Chłopiec z książką (1740), 63 × 52 cm, Ermitaż, Sankt Petersburg
- Dziewczynka z kotkiem (1745), 59 × 50 cm, National Gallery w Londynie
- Madame de Sorquainville (1749), 101 × 81 cm, Luwr, Paryż
- Portret Abrahama van Robaisa (1767), 73 × 59 cm, Luwr, Paryż
- Portret Laurenta Carsa (1759), 63 × 53 cm, Luwr, Paryż
- Portret Gabriela Huquiera (1747), 63 × 54 cm, Luwr, Paryż
- Portret Jacques’a Cazotte’a (1760-64), 92 × 73 cm, National Gallery w Londynie
- Portret Jeana-Baptiste’a Oudry’ego (1753), 105 × 131 cm, Luwr, Paryż
- Portret mężczyzny (1766), 72,5 × 58,5 cm, Narodowa Galeria Irlandii, Dublin